# La Fièvre des échecs
Pour plus de détails, voir Fiche technique et Distribution.

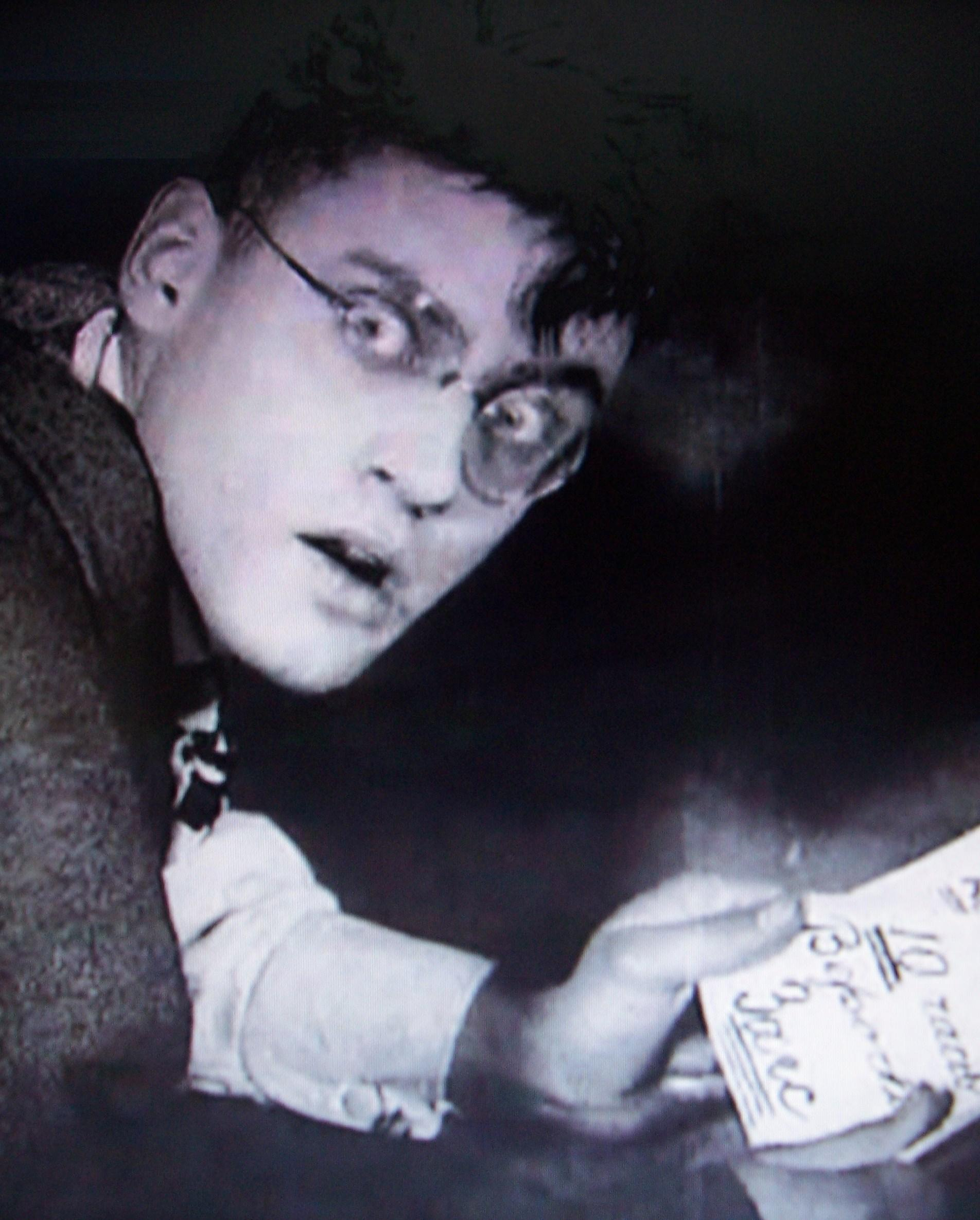
Vladimir Fogel, le joueur d'échecs passionné.

La Fièvre des échecs (Шахматная горячка, Shakhmatnaïa goriachka) est une comédie soviétique de Vsevolod Poudovkine et Nikolaï Chpikovski de 1925. Il s'agit d'un court métrage d'une vingtaine de minutes, muet. Il fut tourné à l'occasion du tournoi de Moscou de 1925 et utilise des images tournées à l'occasion de ce tournoi ; ainsi, on peut voir dans le film les grands maîtres qui y participaient.

## Synopsis
Alors que la ville de Moscou accueille un grand tournoi d'échecs, toute la capitale semble gagnée par la fièvre du jeu. Un jeune homme semble particulièrement atteint : il joue seul chez lui, a des mouchoirs à carreaux, des chaussettes à carreaux, un béret à carreaux, et une multitude d'échiquiers dans ses poches. Il oublie le rendez-vous que sa fiancée lui avait donné ; arrivant en retard, il semble quand même ne penser qu'aux échecs. Elle le congédie, et va se promener, mais partout les gens ne parlent que d'échecs, ne jouent qu'aux échecs.

## Fiche technique
- Réalisateur : Vsevolod Poudovkine et Nikolaï Chpikovski
- Scénario : Nikolaï Chpikovski
- Image : Anatoli Golovnia
- Musique : Roger White
- Montage : Vsevolod Poudovkine
- Production : Mejrabpom-Rous
- Durée : 19 minutes
- Couleur : Noir et blanc
- Son : Muet
- Date de sortie : 21 décembre 1925

## Distribution
- Vladimir Fogel : le héros
- Anna Zemtsova : la fiancée
- Ivan Koval-Samborsky : le policier
- Anatoli Ktorov : le passager du tramway
- José Raúl Capablanca – le champion du monde (lui-même)
- Natalya Glan
- Zakhar Darevsky
- Frank Marshall (joueur d'échecs) : lui-même (caméo)
- Mikhaïl Jarov : le peintre
- Yakov Protazanov : le chimiste
- Yuli Raizman : l'assistant du chimiste
- Konstantin Eggert
- Sergueï Komarov : le grand-père (non crédité)
- Fedor Ozep : le spectateur (non crédité)

## Apparitions
On peut voir plusieurs grands maîtres qui participaient alors au tournoi de Moscou :
- Ernst Grünfeld
- Frank Marshall
- Richard Réti
- Rudolf Spielmann
- Carlos Torre
- Frederick Yates

De plus, José Raúl Capablanca joue un second rôle et sauve la fiancée du joueur d'échecs !
À noter aussi la présence de trois grands réalisateurs russes : Yakov Protazanov (dans le rôle du pharmacien discret), Boris Barnet et Fyodor Otsep.